# AirPods Max

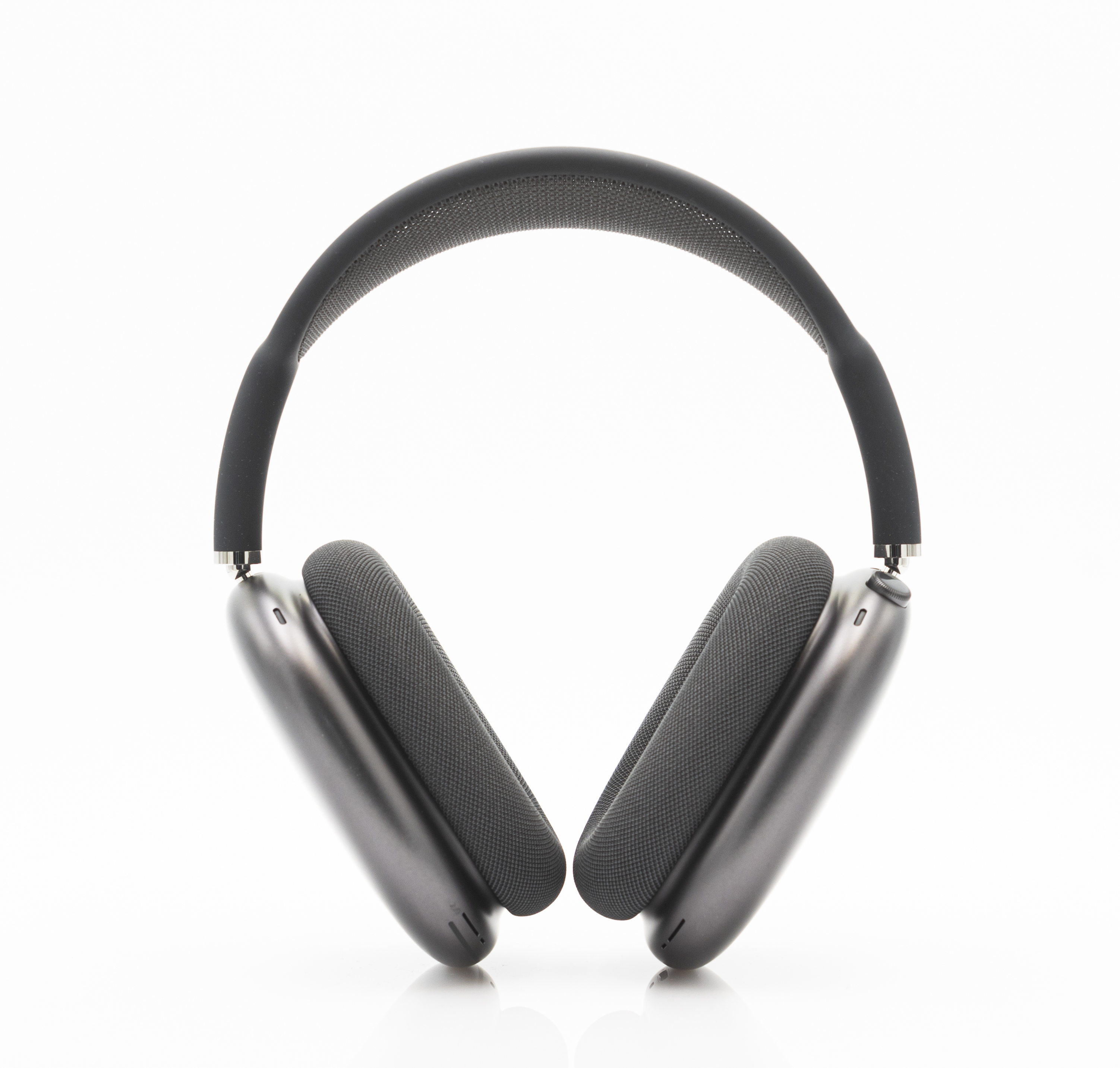
Airpods Max in Space Grau

Die AirPods Max sind kabellose Bluetooth-Over-Ear-Kopfhörer, die von Apple entwickelt und am 15. Dezember 2020 veröffentlicht wurden. Sie sind Apples hochwertigste Option in der AirPods-Reihe und werden neben dem Basismodell AirPods und dem Mittelklassemodell AirPods Pro verkauft.
Die wichtigsten Änderungen der AirPods Max gegenüber dem Mittelklassemodell AirPods Pro sind das Over-Ear-Design mit größeren Lautsprechern, die Integration der Digitalen Krone von Apple (wie bei der Apple Watch), mehr Farboptionen und eine längere Akkulaufzeit.

## Überblick
Apple kündigte die AirPods Max am 8. Dezember 2020 über eine Aktualisierung der Website an und veröffentlichte sie am 15. Dezember 2020. Die AirPods Max verfügen über ein Over-Ear-Kopfhörer-Design.
Sie verfügen über einen H1-Chip (in jeder Ohrmuschel), der auch in den AirPods der zweiten und dritten Generation sowie den AirPods Pro zu finden ist. Wie die AirPods Pro verfügen auch die AirPods Max über die aktive Geräuschunterdrückung von Apple, um Außengeräusche zu unterdrücken, und den Transparenzmodus, um Geräusche in der Umgebung des Nutzers zu hören. Mit der „Digital Crown“, die der Apple Watch ähnelt, können Nutzer Audio abspielen oder pausieren, die Lautstärke regeln, Titel überspringen, Anrufe steuern und Siri aktivieren. Näherungssensoren erkennen automatisch, wenn sie sich auf dem Kopf des Nutzers befinden und spielen oder pausieren den Ton entsprechend. „Spatial Audio“ nutzt eingebaute Gyroskope und Beschleunigungssensoren, um die Kopfbewegungen des Nutzers zu verfolgen und ein „theaterähnliches“ Erlebnis zu bieten, wie Apple es beschreibt.
Apple gibt eine Akkulaufzeit von 20 Stunden an, wobei eine fünfminütige Aufladung 1,5 Stunden Hörzeit ermöglicht. Die ursprünglichen AirPods Max wurden über den Lightning-Anschluss aufgeladen. Der Lightning-Anschluss konnte mit verschiedenen Adaptern auch für Klinkenstecker verwendet werden.
Zur Aufbewahrung der AirPods Max bietet Apple ein sogenanntes „Smart Case“ an.
Die AirPods Max waren bis 2024 in den fünf ursprünglichen Farben Space Grau, Silber, Himmelblau, Grün und Pink erhältlich. Benutzer können aus den Farben separat für die Ohrpolster und das äußere Gehäuse wählen, so dass insgesamt 25 Farbkombinationen möglich sind (oder 125, wenn zwei verschiedene Farben für die Ohrpolster verwendet werden).

## AirPods Max 2024
Apple gab am 9. September 2024 eine kleine Revision der AirPods Max bekannt. Die einzige wesentliche technische Änderung betrifft den Wechsel vom ursprünglichen Lightning-Anschluss auf einen USB-C-Anschluss. Darüber hinaus wurden lediglich die verfügbaren Farben geändert, die nun aus Polarstern, Orange, Violett, Blau und Mitternacht bestehen. Eine Aktualisierung des System-on-a-Chip wurde nicht durchgeführt; auch die 2024er Revision basiert auf Apples H1-Chip.

## Kompatibilität
Die AirPods Max sind mit allen Geräten kompatibel, die Bluetooth unterstützen, einschließlich Android- und Windows-Geräten. Bestimmte Funktionen wie Siri erfordern jedoch ein Apple-Gerät mit iOS 14.3, iPadOS 14.3, watchOS 7.2, tvOS 14 oder macOS Big Sur.

## Rezeption

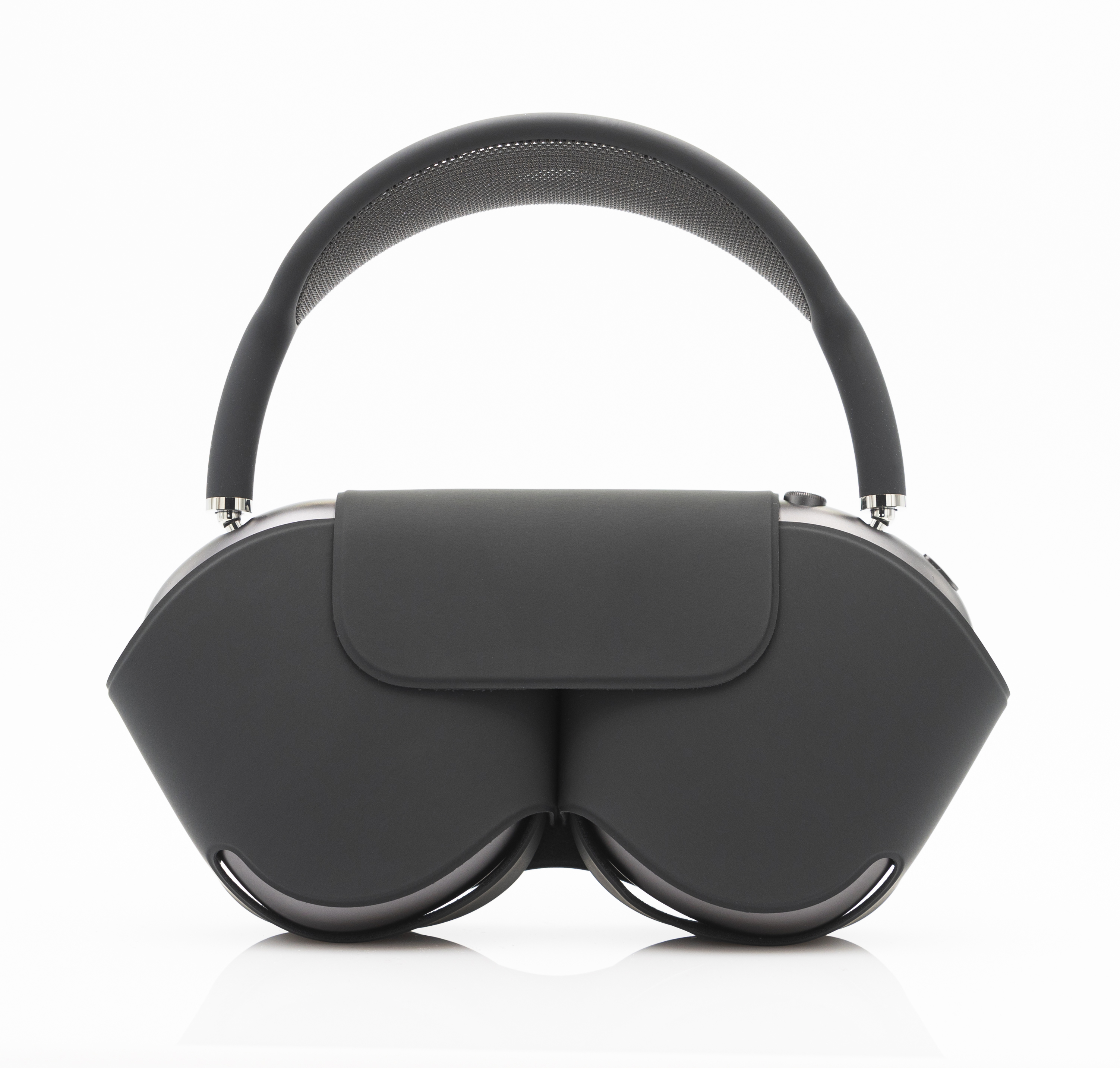
AirPods Max im Apple Smart Case

Das Design der AirPods Max Smart Case wurde von Technikkritikern und Nutzern auf Twitter wegen seiner Ähnlichkeit mit einem BH oder einer Handtasche verspottet.

### Konstruktionsmängel
Zahlreiche Personen haben berichtet, dass sich nach längerem Gebrauch unter den abnehmbaren Ohrmuscheln Kondenswasser in der Nähe der Treiber des geschlossenen Kopfhörers bilden kann. Es wird vermutet, dass die Hauptursache dafür das Vollmetallgehäuse ist, das eine temperaturabhängige Wärmeleitfähigkeit aufweist.